# Signoria di banno
La signoria di banno, detta anche signoria bannale o territoriale o, ancora, rurale, era una forma di potere locale che si sviluppò nei secoli centrali del Medioevo. Prende il nome dal banno, ovvero l'esercizio di alcune prerogative, in precedenza appartenute al sovrano, che caratterizzarono questa forma di signoria.